# Maria Flechtenmacher
Maria Flechtenmacher (născută Maria Mavrodin; n. 1838, București, Țara Românească – d. 1888, București, România) a fost o actriță, scriitoare, traducătoare, publicistă, pedagogă română și militantă feministă.

## Biografie
Părinții Mariei Flechtenmacher, Ana, fiica unui paharnic, și Costache, provenind din familia înstărită a Mavrodinilor, s-au căsătorit în secret pentru că Mavrodinii nu își doreau o noră lipsită de zestre. Mama, bolnavă fiind, se retrage în casa părintească, unde se mută și mirele. Costache are să moară subit de ciumă. Neștiind despre căsnicia lui, Mavrodinoaia îl înmormântează conform tradiției cu „12 fete îmbrăcate în alb, cu brad, muzică și cal de călărie”. Moartea lui Costache a fost urmată la trei zile distanță de cea a Anei, lăsând în urmă cele două fiice, anume pe Cleopatra de 3 ani, care avea să moară copil, și pe viitoarea poetă, Maria, de șase luni. Bunica Mavrodinoaia le reneagă și orfanele vor fi crescute de administratorul moșiei, care o va înscrie pe Maria la pensionul Știrboaica unde își va termina cele 4 clase primare.
La 12 ani  Maria are debutul artistic și se mută pentru trei ani la teatrul din Craiova, unde îl va cunoaște pe muzicologul Alexandru Flechtenmacher (1823-1898) cu care se va mărita în 1853. Unicul lor fiu moare la vârsta de 17 ani, fiind rămași cu fiica adoptivă, Mărioara, pe care au găsit-o la 20 februarie 1866 pe treptele Bisericii Sf. Dumitru.  Deși aveau recunoaștere și statut, compozitorul și actrița sunt nevoiți să joace într-o reprezentație la 21 august 1877 ca să acopere costurile studiilor fiicei lor. Maria Flechtenmacher moare la 14 august 1888. Ultimii ani ai poetei au fost „întunecați de boală, suferință și lipsuri”, susține Lelia Nădejde.

## Carieră
Debutul său actoricesc a avut loc la vârsta de 12 ani în orașul Brăila. Ia lecții de actorie la școala lui Costache Mihăileanu, întemeietorul teatrului din Craiova. După căsătoria cu compozitorul Alexandru Flechtenmacher, se stabilește la București, debutând în rolul Luizei din „Intrigă și amor”. Joacă timp de 18 ani pe scena Teatrului cel Mare, de unde se retrage în 1877 din cauză că îi este înlocuită poziția fruntașă de către Eufrosina Popescu. Înființează propria companie dramatică, Teatrul Tineretului. Pe lângă poezii și proză, a publicat articole despre Teatrul Național în revista „Românul” și în 1877 a scos o broșură despre Situațiunea Teatrului Național sub direcțiunea d-lui Ion Ghica. A tradus comediile Rebeca, Armele femeii și Ministromania de E. Scribe. A întregit repertoriul școlar cu traduceri din Eugene Scribe și cu compoziții proprii, scriind vodeviluri și piese educative pentru elevele de la „Azilul Elena Doamna”, printre care se numără Gelozia orfanei. Regina Elisabeta o răsplătește pentru activitatea de actriță cu un medalion de 35 de galbeni, iar Carol I îi acordă medalia de aur pentru activitatea de profesoară de declamație la „Azilul Elena Doamna”.

## Activitatea feministă
Maria Flechtenmacher a militat pentru cauza feministă încă din timpul activității de conferențiar la Ateneu din 1866, unde a susținut două discursuri: “unul asupra învățământului femeii și educațiunii copiilor, și al doilea în privința limbii și a muzicii”. Cel dintâi e publicat în prima ediție a volumului Poesii și prosă.
Din ianuarie 1878 și până în aprilie 1881 a editat revista Femeea română, unde a publicat o serie de articole în care milita pentru drepturile cetățenești ale femeilor. Alături de ea au semnat în revistă, printre alții, Sofia Nădejde, Adela Xenopol, Vasile Alecsandri, Constantin Bacalbașa, Constantin Mille sau Iosif Vulcan. Maria Flechtenmacher a abordat problema lipsei educației.: 
„Femeile sunt nedreptățite pe terenul instrucțiunii, aceasta lor mai cu osebire le este prejudicios; în același timp” … “femeia nu va putea să-și susțină existența prin însăși forțele și valoarea sa reală, până atunci viciul care degradează și prostituțiunea ce înspăimântă nu vor dispare din societățile omeneșt”—Maria Flechtenmacher
Se declară nemulțumită față de lipsa de reacție a femeilor române în ce privește statutul lor în societate:
„“Nici un semn decisiv de viață nu s-a manifestat, pentru că femeile române continuă în trista și descurajata lor indolență”… “La luptă dar … Decideți-vă, întruniți-vă și lucrați la opera de regenerare a sexului vostru.””—Maria Flechtenmacher
Maria Flechtenmacher critica legea telegrafistelor  din 1880 prin care doar femeile nemăritate sau măritate cu un telegrafist puteau să obțină o slujbă. Puținele slujbe ce se întrevedeau era de prezis că vor fi date soțiilor de telegrafiști, lăsând fără serviciu multe alte femei tinere fără dotă.
Maria Flechtenmacher a publicat dezbaterile și hotărârile Congresului Internațional al drepturilor femeilor desfășurat la Paris, în perioada iulie-august 1878. Ea a făcut apel la organizațiile feministe din România să susțină frontul în timpul Războiului de Independență (1877-1878). 